# هگزیل‌کائین
هگزیل‌کائین هیدروکلراید (به انگلیسی: Hexylcaine hydrochloride)، که سیکلائین (مرک) یا اسموکائین نیز نامیده می‌شود، یک بی‌حس‌کننده موضعی کوتاه اثر است. این ماده با مهار هدایت کانال سدیم عمل می‌کند. مصرف بیش از حد می‌تواند منجر به سردرد، وزوز گوش، بی‌حسی و سوزن سوزن شدن در اطراف دهان و زبان، تشنج، ناتوانی در تنفس و کاهش عملکرد قلب شود.